# Caumont-sur-Garonne
Caumont-sur-Garonne är en kommun i departementet Lot-et-Garonne i regionen Nouvelle-Aquitaine i sydvästra Frankrike. Kommunen ligger i kantonen Le Mas-d'Agenais som tillhör arrondissementet Marmande. År 2022 hade Caumont-sur-Garonne 815 invånare.

## Befolkningsutveckling
Antalet invånare i kommunen Caumont-sur-Garonne
| Referens: INSEE |